# Símaco el ebionita
Símaco (finales del siglo II) fue el autor de una de las versiones griegas del Antiguo Testamento. Esta estaba incluida por Orígenes en su Hexapla y Tetrapla, que comparaba varias versiones del Antiguo Testamento línea con línea con la Septuaginta. Algunos fragmentos de la versión de Símaco que sobreviven de lo que queda de la Hexapla, inspiran a los eruditos a señalar la pureza y elegancia idiomática del griego de Símaco. Él fue admirado por San Jerónimo, que fue quien utilizó su obra para componer la Vulgata.

## Vida
Eusebio inferió que Símaco era un ebionita (Ἐβιωνίτης Σύμμαχος "Símaco el ebionita"), pero ahora actualmente se cree que no así. La alternativa es que él era un samaritano que se convirtió al judaísmo. Epifanio' considera que Símaco era un samaritano que había peleado con su propio pueblo convertido al judaísmo, ahora se le da mayor credibilidad, hasta que los escritos exegéticos de Símaco no dan indicación de ebionismo.

## Su traducción
Según Bruce M. Metzger la traducción griega de las Escrituras hebreas preparada por Símaco siguió una 'teoría y método... lo contrario de la de Aquila':
Su objetivo era hacer una traducción griega elegante. Para juzgar de los fragmentos dispersos que quedan de su traducción, Símaco tendió a ser perifrático en la presentación del hebreo original. Él prefirió construcciones idiomáticas griegas en contraste a otras versiones en las que se preservaron las construcciones hebreas. Así que con frecuencia él convirtió a un participio griego el primero de dos verbos finitos conectados con una cópula. Él hizo mucho uso de un rango amplio de partículas griegas para llevar a cabo las distinciones de la relación que el hebreo no puede expresar adecuadamente. En más de un pasage Símaco tenía una tendencia a suavizar las expresiones antropomórficas del texto hebreo.
Sin embargo, Símaco pretendió preservar el significado de su texto hebreo original para una traducción más literal que la Septuaginta.
San Jerónimo admiró su estilo pero criticó su traducción en dos áreas importantes a los cristianos, diciendo que el sustituyó la palabra griega neansis (mujer) por parthenos (virgen) en Isaías 7:14 y Génesis 24:43. Varios comentarios desacuerdan diciendo que parthenos puede significar casi cualquier cosa.[cita requerida]

## Tradiciones posteriores
Debido al lenguaje que utilizan varios lectores posteriores que hablan de Símaco, el debe haber sido un hombre de gran importancia entre los ebionitas, [cita requerida] "simaquinos" continúa siendo un término aplicado por los católicos, incluso en el siglo IV a los nazarenos o ebionitas, como sabemos sobre el imitador pseudepigráfico de Ambrosio, el ambrosiastro, el prólogo a la Carta a los gálatas, y sobre los escritos de Augustino contra los heréticos.